# Baszta Więzienna w Kołobrzegu

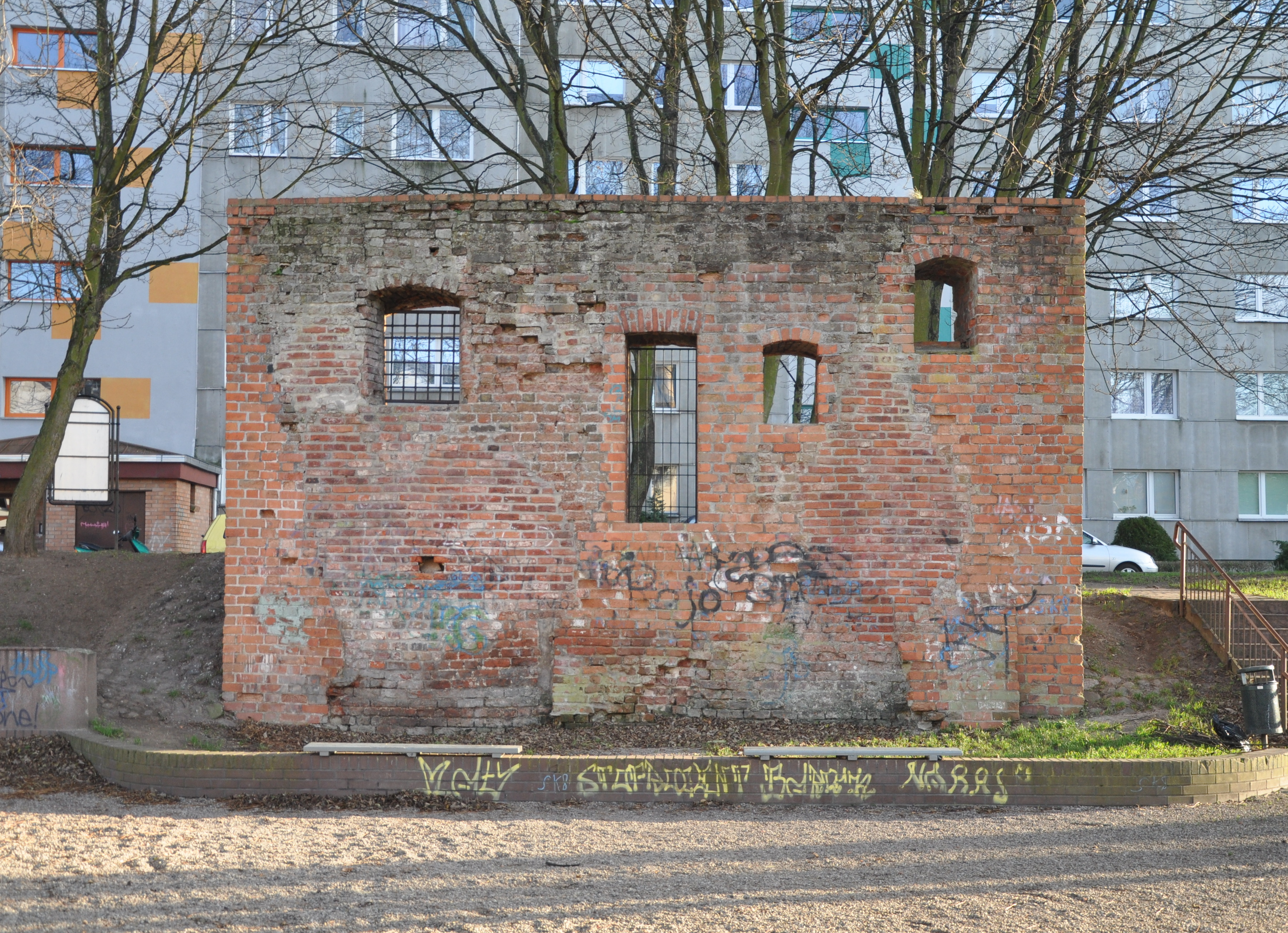
Baszta Więzienna od frontu

Baszta Więzienna w Kołobrzegu – jedna z dwóch zachowanych baszt średniowiecznych w Kołobrzegu.

## Historia
Baszta została wzniesiona w XIV wieku. Wchodziła w skład północnego odcinka gotyckich murów miejskich. W średniowieczu pełniła funkcję więzienia. Przetrzymywano w niej ludzi oczekujących na proces lub wykonanie wyroku.

## Opis
Baszta znajduje się na podwórzu przed blokiem mieszkalnym przy ul. Wąskiej (dojazd od strony ul. Łopuskiego) w sąsiedztwie osiedlowego parkingu i placu zabaw dla dzieci. Z budynku wieży zachowały się w całości tylko przyziemia i jedna ściana pierwszej kondygnacji zabezpieczona w formie trwałej ruiny.